# Partia Szansy
Partia Szansy (Partia Mundësia) jest to centroprawicowa, neoliberalna partia polityczna założona w 2024 roku przez rozłamowców z Demokratycznej Partii Albanii, która działa na terenie Albanii. 

## Utworzenie partii
Inauguracja działalności partii miała miejsce 1 czerwca 2024 w Pałacu Kongresów w Tiranie. Przywódca partii, przedsiębiorca i polityk Agron Shehaj ogłosił utworzenie nowej siły politycznej, która przywróci nadzieję Albańczykom rozczarowanym jakością życia politycznego. Nowa partia ma stanowić partię obywatelską, proeuropejską, która stara się przełamać anachroniczne podziały polityczne w Albanii.

## Program
Partia określa się jako ugrupowanie centroprawicowe i neoliberalne. W swoim programie Partia Szansy zapowiada wprowadzenie podatku liniowego, a także obniżenie wydatków na administrację państwową o 1 mld euro rocznie. Dzięki zmianom w systemie podatkowym partia planuje zwiększenie wydatków na edukację i opiekę zdrowotną. Zgodnie z programem państwo powinno wprowadzić system pożyczek dla młodych ludzi umożliwiających rozwinięcie przez nich działalności gospodarczej i zdobycie mieszkań. W swoich reformach systemu koncesji i ceł partia zamierza wykorzystywać narzędzia sztucznej inteligencji.

## Udział w wyborach
Pierwszym poważnym testem politycznym dla nowego ugrupowania stały się wybory parlamentarne w maju 2025 r. Partia uzyskała w nich 3.05 % ważnych głosów i dwa mandaty w parlamencie (Agron Shehaj, Erald Kapri).